# Хайме Давід Гомес
Хайме Давід Гомес Мунгія (ісп. Jaime David Gómez Munguía, 29 грудня 1929, Мансанільйо — 3 травня 2008, Гвадалахара) — мексиканський футболіст, що грав на позиції воротаря, зокрема, за клуб «Гвадалахара», а також національну збірну Мексики.

## Клубна кар'єра
У футболі дебютував 1949 року виступами за команду «Гвадалахара», в якій провів п'ятнадцять сезонів. Зіграв майже 300 ігор за «Гвадалахару», серед яких 123 без перерви з 1949 по 1956 роки.
Згодом з 1964 по 1969 рік грав у складі команд «Монтеррей» та «Оро».
Завершив ігрову кар'єру у команді «Лагуна», за яку виступав протягом 1969—1970 років.

## Виступи за збірну
27 лютого 1950 року дебютував в офіційних матчах у складі національної збірної Мексики проти Гондурасу (2-1). Протягом кар'єри у національній команді провів у її формі 15 матчів.
Був присутній в заявці збірної на чемпіонаті світу 1958 року у Швеції і на чемпіонаті світу 1962 року у Чилі, але на поле не виходив.

## Цікавий факт
Представляв Мексику у національній команді з волейболу на VI Іграх Центральної Америки і Карибського басейну, що відбулися в Гватемалі в 1950 році.
Помер 3 травня 2008 року на 79-му році життя в місті Гвадалахара від раку підшлункової залози.

## Титули і досягнення
- Чемпіон Мексики (6):

«Гвадалахара»: 1957, 1959, 1960, 1961, 1962, 1964
- Володар Суперкубка Мексики (5):

«Гвадалахара»: 1957, 1959, 1960, 1961, 1964
- Володар кубка Мексики (1):

«Гвадалахара»: 1963
- Переможець Кубка Чемпіонів КОНКАКАФ (1):

«Гвадалахара»: 1962